# Gameover ZeuS
Gameover ZeuS war ein Peer-to-Peer-Botnet, das sowohl Finanz- und Privatdaten der befallenen Computer ausspähte als auch zur Verbreitung von Spam und für Denial-of-Service-Angriffe eingesetzt wurde.
Gameover ZeuS, aufgebaut aus Komponenten des früheren Zeus-Trojaners, hatte weltweit 500.000 bis 1 Million Computer infiziert, die Microsoft Windows als Betriebssystem nutzten. Das Botnet hatte eine dezentrale Struktur und benutzte verschlüsselte Kommunikationsverfahren. Seine Verbreitung erfolgte im Wesentlichen über das Spam-Botnet Cutwail.
Laut Brian Krebs wurde Gameover ZeuS seit Oktober 2011 von einer Hackergruppe aus Russland und der Ukraine kontrolliert. Mithilfe des Botnets sollen über 100 Millionen US-Dollar gestohlen worden sein.
Im November 2013 begann eine vom FBI einberufene Expertengruppe, die Bekämpfung von Gameover ZeuS zu planen. An der Gruppe beteiligt waren neben FBI, Europol und der britischen National Crime Agency Experten der Freien Universität Amsterdam, der Universität des Saarlandes und der Firmen Crowdstrike, Dell SecureWorks, Symantec, Trend Micro und McAfee. Ende Mai 2014 fand der gezielte Angriff auf das Botnet statt, der nach zwei Wochen erfolgreich endete.
Das FBI fahndet im Zusammenhang mit Gameover ZeuS und dem Hackerangriff auf Sony Pictures Entertainment im Jahr 2014 nach dem russischen Cyberkriminellen Jewgeni Bogatschow. Die Russische Föderation weigerte sich aber mit den US-Behörden zusammenzuarbeiten. Laut NZZ lebt Bogatschow „unbehelligt und in großem Luxus an der russischen Schwarzmeerküste“.